# Lieja-Bastogne-Lieja 2003
La Lieja-Bastogne-Lieja 2003 fou la 89a edició de la clàssica ciclista Lieja-Bastogne-Lieja. La cursa es va disputar el diumenge 27 d'abril de 2003, sobre un recorregut de 258 km, i era la cinquena prova de la Copa del Món de ciclisme de 2003. L'estatunidenc Tyler Hamilton (Team CSC) va guanyar per davant del basc Iban Mayo (Euskaltel-Euskadi), i del neerlandès Michael Boogerd (Rabobank), segon i tercer respectivament.

## Classificació general
|    | Ciclista                 | Equip                        | Temps      |
| -- | ------------------------ | ---------------------------- | ---------- |
| 1  | Tyler Hamilton           | Team CSC                     | 6h 28' 50" |
| 2  | Iban Mayo                | Euskaltel-Euskadi            | + 12"      |
| 3  | Michael Boogerd          | Rabobank                     | + 14"      |
| 4  | Michele Scarponi         | Domina Vacanze-Elitron       | + 21"      |
| 5  | Francesco Casagrande     | Lampre                       | + 29"      |
| 6  | Samuel Sánchez           | Euskaltel-Euskadi            | m. t.      |
| 7  | Javier Pascual Rodríguez | iBanesto.com                 | m. t.      |
| 8  | Danilo Di Luca           | Saeco                        | m. t.      |
| 9  | Eddy Mazzoleni           | Vini Caldirola-Saunier Duval | m. t.      |
| 10 | Ivan Basso               | Fassa Bortolo                | m. t.      |